# Tone Tingsgård
Tone Elisabet Tingsgård, född 3 juni 1944 i Umeå stadsförsamling, är en svensk universitetslärare och politiker (socialdemokrat), som var ordinarie riksdagsledamot 2002–2010 (dessförinnan ersättare sedan 1994), invald för Uppsala läns valkrets.
I riksdagen var hon bland annat vice ordförande i försvarsutskottet 1998–2006 och ordförande för OSSE-delegationen 2002–2006 (därefter vice ordförande 2006–2010).
Tingsgård är universitetslärare i ryska vid Uppsala universitet.